# Качмазов, Алибек Муратович
Алибе́к Мура́тович Качма́зов (род. 17 августа 2002, Владикавказ) — российский теннисист, мастер спорта России (2018). Чемпион России в парном разряде (2022); победитель одного турнира ATP Challenger в парном разряде и победитель двенадцати турниров ITF (8 — в одиночном разряде).

## Общая информация
Родился 17 августа 2002 года во Владикавказе, Северная Осетия, Россия. Имеет осетинское происхождение. Сегодня проживает в Москве.

## Спортивная карьера
В январе 2016 года стал победителем юниорского теннисного турнира Christmas Cup.
В июле 2017 года в Дьёре (Венгрия) стал серебряным призёром в парном разряде вместе с Егором Агафоновым на летнем Европейском юношеском Олимпийском фестивале, в финале проиграв итальянцам Флавио Коболли и Лоренцо Роттоли.
В 2021—2023 годах стал победителем восьми турниров ITF в одиночном разряде.
И в 2020—2023 годах стал победителем одного турнира серии «челленджер» и ещё четырёх турниров ITF в парном разряде.

### 2019—2022
В октябре 2019 года, в Москве получил уайлд-кард и впервые выступил на турнире серии ATP 250 «Кубок Кремля», где в первом раунде соревнований проиграл соотечественнику Алену Авидзба со счётом 1-6, 6-4, 1-6.
В конце августа 2022 года, в Нонтхабури (Таиланд) вместе с соотечественником Евгением Донским стал победителем в парном разряде турнира серии «челленджер», где они в финале победили корейскую пару Нам Джи Сун и Сон Мин Кю со счётом 6-3, 1-6, [10-7].
Он также участвовал в одиночном разряде этого турнира, где дошёл до четвертьфинала в котором проиграл австралийцу Дэйну Суини со счётом 6-4, 1-6, 2-6.
В начале октября 2022 года в Казани стал чемпионом России в парном разряде, где вместе с Маратом Шариповым в финальном матче обыграл Игоря Кудряшова и Данила Спасибо со счётом 7-6(2), 6-3.

### 2023
В сентябре 2023 года в Чэнду (Китай) прошёл квалификацию турнира серии ATP 250 Открытый чемпионат Чэнду и вышел в основную сетку турнира, где в первом раунде соревнований проиграл австралийцу Кристоферу О’Коннеллу со счётом 6-7, 4-6.
В октябре 2023 года в Астане (Казахстан) вновь прошёл квалификацию турнира серии ATP 250 Открытый чемпионат Астаны и вышел в основную сетку турнира, где в первом раунде соревнований победил француза Корантена Муте со счётом 6-3, 7-6, но в 1/8 финала проиграл французу Адриану Маннарино со счётом 2-6, 7-5, 3-6.

### 2024: первый полуфинал турнира ATP
В сентябре 2024 года в Чэнду вновь успешно прошёл квалификацию турнира ATP 250 и вышел в основную сетку, где в первом раунде соревнований победил американца Александара Ковачевича со счётом 6-4 7-6(9-7), во втором раунде победил японца Таро Даниэля со счётом 7-6(7-1) 6-1 и впервые в карьере вышел в 1/4 финала турнира ATP, где обыграл 28-ю ракетку чилийца Николаса Ярри со счётом 6-4 6-3. В полуфинале Качмазов проиграл 19-й ракетке мира Лоренцо Музетти со счётом 4-6 2-6. Благодаря успеху в Чэнду Качмазов поднялся сразу на 72 места в рейтинге и впервые в карьере вошёл в топ-200, заняв 179-ю позицию.
В конце октября дошёл до полуфинала «челленджера» во французском Бресте, где уступил Бенжамену Бонзи — 7-6(7-5) 6-7(3-7) 6-7(4-7). Завершил сезон на 194-м месте в рейтинге.

### 2025
В квалификации Открытого чемпионата Австралии во втором матче проиграл Николозу Басилашвили в двух сетах.
В конце января прошёл квалификацию на турнире ATP 250 в Монпелье в зале, но в первом круге проиграл Кристоферу Юбэнксу в двух сетах (5-7 4-6).
В марте дошёл до полуфинала «челленджера» на харде во Франции, где проиграл Борне Чоричу в трёх сетах.

## Итоговое место в рейтинге ATP по годам
| Год  | Одиночный рейтинг | Парный рейтинг |
| ---- | ----------------- | -------------- |
| 2024 | 195               | —              |
| 2023 | 270               | 643            |
| 2022 | 338               | 265            |
| 2021 | 519               | 1080           |
| 2020 | 782               | 1230           |
| 2019 | 1136              | —              |